# Leonardo Zabala
Leonardo Yassir Zabala Zeballos (Santa Cruz de la Sierra, Bolivia; 23 de mayo de 2003) es un futbolista boliviano. Juega de defensa central y su equipo actual es el FC Cancún de la Liga de Expansión MX (Segunda división Mexicana). Es internacional absoluto por la selección de Bolivia desde 2020.

## Trayectoria
Formado en las inferiores del Academia Tahuichi y el Club Calleja, Zabala entró a las inferiores del Palmeiras de Brasil en 2019 tras un torneo local.
El 23 de septiembre de 2021, el boliviano se incorporó al equipo sub-20 del Santos, firmando contrato con el club. En marzo de 2023 fue promovido al primer equipo.

## Selección nacional
Debutó en la selección de Bolivia el 9 de octubre de 2020 en la derrota por 5-0 ante Brasil por eliminatorias.

## Clubes
| Club   | País   | Año           |
| ------ | ------ | ------------- |
| Santos | Brasil | 2023-presente |

## Vida personal
Leonardo es sobrino del exfutbolista Wilder Zabala.